# Il gioco dei pianeti
Il gioco dei pianeti è una raccolta di racconti di fantascienza di Ray Bradbury. È anche conosciuta con il nome L'uomo illustrato, più fedele al titolo originale (The illustrated Man).
Questa raccolta è stata pubblicata per la prima volta negli Stati Uniti nel 1951. La composizione dei racconti è parzialmente variata in successive edizioni. Ciò si riflette anche nelle edizioni italiane.

## Cornice
I racconti sono legati tra loro da una cornice dove il narratore ci racconta del suo incontro con l'uomo illustrato. L'uomo illustrato è un uomo coperto sul petto e sulle braccia di tatuaggi, i quali possiedono la particolarità di potersi animare e raccontare delle storie future particolarmente tragiche, inoltre in un punto sulla schiena si forma la visione della morte dell'eventuale spettatore delle storie narrate dai tatuaggi. Il narratore quindi si sofferma a guardare quelli che saranno i racconti della raccolta, nell'epilogo ci svela che nella visione della propria morte verrà strangolato dall'uomo illustrato.

## Racconti
- La savana (The Veldt) – presente nelle edizioni in italiano dal 1995
- Caleidoscopio (Kaleidoscope, 1949) – presente in italiano dal 1995
- L'altropiede (The Other Foot, 1951) – presente in italiano fino al 1979; ripristinato dal 1995 col titolo A parti invertite
- L'autostrada (The Highway, 1950)
- L'uomo (The Man, 1949)
- Le sfere di fuoco (The Fire Balloons) – presente in italiano fino al 1979, incluso anche in Cronache marziane
- La lunga pioggia (Death-by-Rain, 1950) – presente in italiano dal 1995
- L'astronauta (The Rocket Man, 1951) – presente in italiano solo nell'edizione del 1995
- Usher II (Usher II) – presente in italiano dal 1995
- L'ultima notte del mondo (The Last Night of the World, 1951)
- Il razzo (Outcast of the Stars, 1950)
- Gli esuli (The Exiles, 1950) - presente in italiano fino al 1979
- Verso il nulla (No Particular Night or Morning), tradotto come Una notte o un mattino qualunque dal 1995
- La volpe e la foresta (The Fox and the Forest)
- Il visitatore (The Visitor, 1948)
- La betoniera (The Concrete Mixer, 1949) - presente in italiano fino al 1979
- Marionette Inc. (Marionettes, Inc., 1949), tradotto come Marionette S.p.A. dal 1995
- La città (The City)
- Ora Zero (Zero Hour, 1947) - presente in italiano dal 1995
- Il parco giochi (Playground, 1953) - presente in italiano dal 1995

### Differenze tra le edizioni
Nell'edizione inglese, la prima pubblicata nel 1952 da Rupert Hart-Davis, vengono omessi i racconti L'astronauta (The Rocket Man), Le sfere di fuoco (The Fire Balloons), Gli esuli (The Exiles) e La betoniera (The Concrete Mixer), mentre in compenso vengono aggiunti Usher II (già presente in Cronache marziane) e Il parco giochi (Playground).

## Trame dei racconti

### La savana
Due genitori di una società del futuro si preoccupano della sanità mentale dei loro figli, quando la loro nuova nursery di realtà virtuale, che può manifestare qualsiasi ambiente immaginato dai bambini, proietta continuamente una savana africana, popolata da  leoni che divorano carcasse. Uno psicologo infantile suggerisce che la casa automatizzata non sia salutare per lo sviluppo dei bambini né per i genitori, e insiste sul fatto che essi disattivino l'automazione e si prendano una vacanza per diventare più autosufficienti. I bambini non accolgono favorevolmente questa decisione, ma poi vi si adeguano. Essi intrappolano i loro genitori nella nursery, dove diventano preda dei leoni. Più tardi pranzano nella savana con lo psicologo, che vede i leoni banchettare, ma non si rende conto di quello che è successo.

### Caleidoscopio
L'equipaggio di un'astronave va miseramente alla deriva per un malfunzionamento del suo vascello. La storia descrive gli ultimi pensieri e conversazioni dei suoi membri mentre sentono avvicinarsi la morte. Il narratore riflette amaramente sulla sua vita e sente che non ha realizzato nulla che abbia un valore. Il suo desiderio finale è che la sua vita abbia almeno un significato per qualcun altro. Mentre precipita nell'atmosfera terrestre riducendosi in cenere, appare come una stella cadente ad un bambino nell'Illinois.

### L'altropiede
Marte è popolato esclusivamente da persone di colore. Quando questi apprendono che sta arrivando dalla Terra un razzo con viaggiatori bianchi, propongono un sistema di segregazione razziale come ritorsione per come un tempo i bianchi li avevano trattati. Quando il razzo atterra, l'unico astronauta racconta loro che tutta la Terra è stata distrutta, compresi tutti gli odiosi ricordi del razzismo (come gli alberi usati per linciare le persone di colore). I neri s'impietosiscono e accettano nella loro società i profughi bianchi che arriveranno.

### L'autostrada
Marito e moglie che vivono vicino a un'autostrada nel Messico rurale non sembrano essere toccati dall'aumentato flusso di viaggiatori provocato da una guerra atomica. Aiutano come possono alcuni giovani profughi, che dicono loro che la guerra nucleare sta a significare la fine del mondo.  Dopo che se ne sono andati, il marito si domanda che cosa intendano per "mondo", dopodiché torna al suo solito lavoro. 

### L'uomo
Degli esploratori spaziali trovano un pianeta in cui la popolazione è in uno stato di beatitudine. Dopo aver indagato, essi scoprono che è giunto dagli alieni un enigmatico visitatore, che arrivano a pensare si tratti di Gesù. Uno di loro decide di passare la sua vita a godere della sua gloria, un altro di usare l'astronave per cercare di raggiungere il misterioso viaggiatore, ma ad ogni pianeta scopre che "Lui" se n'è appena andato dopo aver diffuso il suo messaggio. Altri membri dell'equipaggio restano sul pianeta per imparare dai suoi cittadini gratificati, e sono ricompensati nello scoprire che "Lui" è ancora sul pianeta.

### Le sfere di fuoco
Un gruppo di preti si reca su Marte per essere missionari tra i Marziani. Essi scoprono che i nativi sono entità di pura energia. Dato che non hanno una forma materiale, non sono in grado di commettere peccati, e perciò non hanno bisogno di essere redenti. Questo racconto è poi divenuto un capitolo del romanzo Cronache marziane.

### La lunga pioggia
Un gruppo di astronauti è naufragato su Venere, dove piove continuamente e pesantemente. I viaggiatori si fanno strada nel territorio venusiano per trovare una "cupola solare", un riparo con una grande fonte di luce artificiale. La prima cupola solare si rivela essere stata distrutta dai Venusiani indigeni. Nella ricerca di un'altra, i personaggi, sono condotti ad uno ad uno alla pazzia e al suicidio dal ritmo incessante della pioggia. Alla fine rimane un solo astronauta sano di mente a trovare una cupola solare funzionante.

### L'astronauta
Gli astronauti sono scarsi di numero,così lavorano quando vogliono e ricevono delle retribuzioni elevate. Uno di questi va nello spazio per tre mesi alla volta, facendo ritorno sulla Terra solo per tre giorni consecutivi per vedere sua moglie e suo figlio Doug. La storia è raccontata dal punto di vista di Doug, che vuole anch'egli diventare astronauta. Doug apprende del costante struggimento di suo padre, che brama le stelle mentre è a casa e desidera casa mentre è nello spazio. Il padre ha tentato di lasciare il lavoro diverse volte, poiché le sue lunghe assenze hanno quasi distrutto il rapporto con la moglie. Prima di partire per la sua ultima missione trimestrale fa promettere a Doug che non seguirà mai le sue orme. Il padre decolla verso lo spazio, giurando che questo sarà il suo ultimo viaggio, ma muore quando il razzo precipita nel Sole. La moglie il figlio vogliono eliminare il Sole dalla loro vita e diventano nottambuli.  

### Usher II
L'esperto letterario William Stendahl si è ritirato su Marte per sfuggire alle prescrizioni dei bruciatori di libri degli Ispettori dei Climi Morali. Su Marte si è costruito la sua perfetta casa stregata, replicando l'edificio del racconto di Edgar Allan Poe "La caduta della casa degli Usher", fornendogli creature meccaniche, rumori sinistri e sterminando tutte le forme di vita nell'area circostante. Quando gli Ispettori dei Climi Morali vengono in visita, ognuno di loro viene ucciso in un modo che ricorda un diverso racconto di Poe, culminando nella sepoltura da vivo del capo degli ispettori. Quando tutti i persecutori di Stendahl sono morti, la casa sprofonda nel lago. Questo racconto è poi divenuto un capitolo del romanzo Cronache marziane.

### L'ultima notte del mondo
Una coppia di coniugi si sveglia con la percezione che il mondo avrà la sua fine la sera stessa. Nondimeno, essi compiono le azioni delle loro normali routine, conoscendo e accettando il fatto che non ci sarà un domani.

### Il razzo
Fiorello Bodoni, un povero rigattiere, ha risparmiato tremila dollari per realizzare il suo sogno di mandare un membro della sua famiglia nello spazio. La famiglia però non sa scegliere chi andrà, temendo il risentimento degli scartati. Allora Bodoni utilizza il denaro per costruire un finto razzo contenente un simulatore di realtà virtuale, che darà l'impressione di un viaggio attraverso lo spazio.

### Gli esuli
Molte opere letterarie sono messe al bando e bruciate sulla Terra. I loro autori deceduti vivono una sorta di vita oltre la morte su Marte. Sebbene defunti, sono ancora vulnerabili nel senso che quando tutte le opere di un autore sono distrutte, quello svanisce definitivamente. Gli autori scoprono che delle persone stanno giungendo dalla Terra e si domandano come accoglierle. I loro sforzi sono vanificati quando gli astronauti bruciano gli ultimi libri rimasti, annichilendo l'intera colonia. 

### Verso il nulla
Su un'astronave due amici, Clemens e Hitchcock, discutono su come lo spazio sia vuoto e freddo. Il sottilmente eccentrico Hitchcock fa suo il solipsismo, e insiste ripetutamente sul fatto che niente nello spazio è reale e non vi è notte né mattino. Si rifiuta di credere ad alcunché di reale senza che vi sia una prova evidente, e presto diventa scettico su qualunque cosa di cui non possa avere un'esperienza diretta. Dice che non crede nelle stelle perché sono troppo lontane. Clemens scopre che Hitchcock ha lasciato la nave. Hitchcock continua a mormorare tra sé e se stesso finché non muore per essersi esposto allo spazio vuoto.

### La volpe e la foresta
Una coppia che vive in una società del futuro devastato dalla guerra usa il viaggio nel tempo per fuggire nel Messico del 1938. Come molti altri del loro tempo, hanno utilizzato la tecnologia per godersi la vita prima che le armi chimiche, biologiche e nucleari abbiano rovinato l'ambiente. Sfortunatamente per loro, anche le forze dell'ordine viaggiano nel tempo per riportare i fuggitivi nel futuro.

### Il visitatore
Marte è utilizzato come luogo di confinamento per le persone con malattie mortali. Un giorno, il pianeta è visitato da un giovane di diciotto anni che ha la capacità di  trasmettere il pensiero. Gli esiliati sul pianeta sono eccitati dalla sua abilità e scoppia una violenta lotta tra di loro, che desiderano passare il maggior tempo possibile col nuovo arrivato e godere dei paradisi illusori che può trasmettere. Nel combattimento, il giovane rimane ucciso e la via di fuga è preclusa per sempre.

### La betoniera
Un soldato marziano recalcitrante è costretto ad unirsi all'esercito che si prepara a invadere la Terra. Quando questo arriva, gli viene dato il benvenuto da un mondo in pace, pieno di persone che sono più curiose che aggressive. Il protagonista incontra un regista cinematografico, e diventa chiaro che i Terrestri hanno progettato di sfruttare i Marziani a scopo di lucro. Egli cerca di tornare su Marte, ma è investito e ucciso da un'automobile.

### Marionette Inc.
Un uomo infelicemente sposato compra un robot realistico perché si comporti come suo sostituto quando non vuole avere a che fare con la moglie (che l'ha costretto ad un matrimonio riparatore dopo essere rimasta incinta e minacciandolo di denunciarlo per stupro qualora l'avesse lasciato). Quando un suo amico decide di acquistare un robot per sé, scopre che sua moglie l'ha già sostituito con un automa. Il robot sostituto del protagonista s'innamora della moglie dell'uomo e lo chiude nella cassa usata per la consegna.

### La città
Una spedizione spaziale terrestre atterra su un pianeta sconosciuto e trova una città apparentemente vuota. Quando gli uomini iniziano ad esplorarla, si rendono conto che la città non è proprio vuota come sembra. Essa stava aspettando l'arrivo degli uomini, essendo stata progettata da una civiltà scomparsa da molto tempo per realizzare la sua vendetta sull'umanità; la civiltà era stata distrutta da armi biologiche terrestri prima della storia conosciuta. Dopo aver catturato e ucciso gli astronauti umani, i loro corpi sono usati come automi per l'atto finale di vendetta: un attacco biologico sulla Terra.

### Ora Zero
I bambini in tutta la nazione sono coinvolti appassionatamente in un gioco eccitante chiamato "Invasione". I loro genitori pensano che si tratti di un innocuo divertimento finché non avviene effettivamente l'invasione.

### Il parco giochi
Charles Underhill, da ragazzo, era tormentato dai bulli del quartiere. Quando suo figlio inizia a giocare in un parco giochi della zona, rimane profondamente turbato quando vede un bullo della sua gioventù. 

## Altri media
- Un adattamento cinematografico di alcuni dei racconti di Bradbury è stato diretto nel 1969 da Jack Smight e interpretato da Rod Steiger e Claire Bloom, con una colonna sonora del compositore specializzato Jerry Goldsmith.[1]
- La canzone Rocket Man di Elton John e Bernie Taupin è ispirata all'omonimo racconto di questa raccolta.[2]
- La canzone The Veldt di Deadmau5 è ispirata all'omonimo racconto di questa raccolta e dedicata a Bradbury; il video musicale, uscito dopo la sua morte, ne illustra la storia.[3]
- L'Uomo Illustrato è uno dei protagonisti di un successivo romanzo di Bradbury, Something Wicked This Way Comes, pubblicato in Italia nel 1978 con il titolo Il popolo dell'autunno.[4]

## Edizioni
- (EN) Ray Bradbury, The Illustrated Man, Doubleday, 1951,  pp. 256.
- Ray Bradbury, Il gioco dei pianeti, traduzione di Ludovica Fratus De Balestrini, collana La bussola 5, Piacenza, La Tribuna, 1965.
- Ray Bradbury, Il gioco dei pianeti, traduzione di Ludovica Fratus De Balestrini, BUR, Milano, Rizzoli, 1979.
- Ray Bradbury, L'Uomo Illustrato, traduzione di Maria Elena Vaccarini, TEADue, Milano, TEA, 1995, ISBN 88-7819-781-5.
- Ray Bradbury, L'Uomo Illustrato, traduzione di Giuseppe Costigliola, collana Collezione immaginario, Roma, Fanucci Editore, 2005, ISBN 88-347-1110-6.
- Ray Bradbury, L'Uomo Illustrato, traduzione di Giuseppe Lippi, collana Oscar Moderni 137, Roma, Mondadori, 2017, ISBN 978-88-04-67881-6.